# ЗИС-30
ЗИС-30 (57-мм пушка ПТО) — советская боевая машина, лёгкая гусеничная противотанковая самоходная артиллерийская установка (САУ) открытого типа.

## История разработки
В период ожесточённых оборонительных боев на советско-германском фронте 1 июля 1941 в конструкторские бюро оборонных заводов поступил приказ наркома вооружения Д. Ф. Устинова. В частности, в Приказе излагалось следующее:
«…Ввиду острой необходимости противотанковых и зенитных самоходных артсредств и ввиду отсутствия специальной базы для них приказываю:
…Заводу № 92 разработать и изготовить 57-мм противотанковую пушку на самоходном шасси».
Приказ наркома требовал создать противотанковую самоходную артиллерийскую установку (САУ) только на основе уже имеющихся отработанных конструкций, выпускаемых серийно.
Крайним сроком подготовки проекта новых артиллерийских систем определялось 15 июля.
Главным конструктором В. Г. Грабиным на заводе № 92 в Горьком была немедленно создана конструкторская группа под руководством Н. Ф. Муравьёва. Инженеры предложили несколько вариантов самоходных артиллерийских установок. Оптимальными для создания САУ были признаны два конструктивных решения: разместить 57-мм орудие ЗИС-2 на базе гусеничного артиллерийского тягача Т-20 «Комсомолец» и трёхосного грузовика ГАЗ-ААА.
Конструкторской группой созданы два прототипа: ЗИС-30 на базе тягача и ЗИС-31 на шасси грузовика с забронированной кабиной.
Открытая самоходная гусеничная артиллерийская установка ЗИС-30 для большей устойчивости при стрельбе из пушки оборудовалась откидными сошниками.
Аббревиатура ЗИС являлась сокращением от названия предприятия, где создавались прототипы — «Завод имени Сталина».
В июле — августе прошли сравнительные испытания прототипов. Предпочтение было отдано самоходной артиллерийской установке ЗИС-30, как более проходимой и использующей менее дефицитное шасси.

## Производство
Приказом наркома вооружений 92-й завод должен был начать серийный выпуск ЗИС-30 с 1 сентября 1941 года.
С июля производство гусеничных тягачей было остановлено. С задержкой в три недели 21 сентября завод приступил к производству ЗИС-30 и уже 15 октября по причине отсутствия тягачей производство новой САУ было прекращено.
Всего без прототипа было выпущено 100 самоходных артустановок ЗИС-30: 44 — в сентябре и 56 — в октябре.
Все открытые самоходные гусеничные артиллерийские установки ЗИС-30 с конца сентября 1941 года поставлялись в войска, в основном в противотанковые батареи противотанковых дивизионов отдельных танковых бригад.
Первые 28 выпущенных машин в третьей декаде сентября поступили на вооружение танковых бригад, убывших на Юго-Западный (10-я, 12-я, 13-я, 14-я, а так же 38-й мотоциклетный полк), Южный (15-я) и Ленинградский (16-я) фронты.
В ходе эксплуатации новой артиллерийской системы проявились её недостатки: перегруженность шасси, неустойчивость установки, небольшой возимый боекомплект и другое.

## Боевое применение
Гусеничные артиллерийские самоходные установки ЗИС-30, которые участвовали в боях 1941—1942 годов, были хорошо приняты в войсках ввиду эффективности пушки ЗИС-2. Однако из-за малочисленности, поломок и боевых потерь они не оказали особо заметного влияния на ход боевых действий в войне.
В сентябре 1941 года по 4 артустановки получили 10-я, 12-я, 13-я, 14-я, 15-я, 16-я отдельные танковые бригады, 38-й мотоциклетный полк и по 8 штук — 11-я отдельная танковая бригада и 17-я отдельная танковая бригада; в октябре по 8 машин поступило в 18-ю, 19-ю, 20-ю, 21-ю, 22-ю, 23-ю, 27-ю отдельные танковые бригады.
72 артустановки ЗИС-30 приняли участие в битве под Москвой на Западном фронте.
К лету 1942 года САУ ЗИС-30 в РККА практически не осталось — часть машин была потеряна в боях, а часть вышла из строя по техническим причинам: поломки ходовой части из-за перегруженности и изношенности базы.

## Сохранившиеся экземпляры
В настоящее время ни одной САУ не сохранилось. В музее военной техники УГМК в г. Верхняя Пышма представлен макет САУ с оригинальными элементами.